# Der Gentleman-Zinker
Der Gentleman-Zinker (Originaltitel: Kaleidoscope) ist ein Film aus dem Jahre 1966. Warren Beatty spielte darin seine letzte eher unbekannte Hauptrolle, da ihm mit dem darauffolgenden Film Bonnie und Clyde der Durchbruch gelang. Im Fernsehen wurde der Film unter dem Titel Der Mann, der alle Banken sprengte gezeigt.

## Handlung
Barney Lincoln ist ein Playboy, der sein Glück als Falschspieler versucht. Eines Tages verliebt er sich in die hübsche Angel, deren Vater bei Scotland Yard arbeitet.
Sie bemerkt Lincolns Glückssträhne und meldet es ihrem Vater.
Der stellt Lincoln vor die Wahl: Entweder er geht ins Gefängnis oder er hilft der Polizei, einen Drogenboss im Rahmen eines Pokerspiels in den Ruin zu treiben.

## Synchronisation
Die deutsche Synchronisation.
| Rolle                      | Darsteller       | Synchronstimme   |
| -------------------------- | ---------------- | ---------------- |
| Barney Lincoln             | Warren Beatty    | Eckart Dux       |
| Angel McGinnis             | Susannah York    | Marianne Mosa    |
| Inspector 'Manny' McGinnis | Clive Revill     | Thomas Reiner    |
| Harry Dominion             | Eric Porter      | Klaus Miedel     |
| Aimes                      | Murray Melvin    | Wolfgang Draeger |
| Billy                      | George Sewell    | Horst Keitel     |
| Portier im Dominion        | John Junkin      | Heinz Petruo     |
| Mr. Leeds                  | Anthony Newlands | Eric Vaessen     |

## Hintergrund
Der Film feierte seine Premiere in Großbritannien im Juli 1966.
Ursprünglich sollte Sandra Dee die weibliche Hauptrolle spielen. Sie wurde später durch Susannah York ersetzt. In einer kleineren Rolle ist Jane Birkin zu sehen.

## Kritik
- Lexikon des internationalen Films: „Fantastisches Abenteuer eines Falschspielers, der auch dann noch Glück hat, als sein System versagt. Witzige und spannende Gaunerkomödie mit einer amüsanten Persiflage auf Scotland Yard und die sprichwörtliche angelsächsische Lebensart.“[2]
- Evangelischer Filmbeobachter: „Durch Witz in Wort und Photographie und gute Darsteller eine gute Unterhaltung.“[3]

## Auszeichnungen
- Susannah York war 1967 für einen Laurel Award nominiert.

## DVD
- Format: Dolby, HiFi Sound, PAL
- Sprache: Deutsch (Dolby Digital 1.0), Englisch (Dolby Digital 1.0)
- Region: Region 2
- Bildseitenformat: 16:9 - 1.77:1
- Anzahl Discs: 1
- FSK: Freigegeben ab 12 Jahren
- Studio: Warner Home Video - DVD
- Erscheinungstermin: 7. April 2006
- Produktionsjahr: 1966
- Erstaufführung: Juli 1966 in England
- Erstaufführung: 11. Januar 1967 in Deutschland
- Spieldauer: 99 Minuten

## Soundtrack
Der Soundtrack "Kaleidoscope" zur Gaunerkomödie Der Gentleman-Zinker mit der Musik von Komponist Stanley Myers erschien 1966 als LP beim Warner Bros. Label Nummer W 1663. Im September 2007 erschien dann die CD zum Film beim Label Film Score Monthly mit der Nummer FSMCD Vol. 10 No. 12.